# Гайдук, Анна Семёновна
Анна Семёновна Гайдук (1924 год, село Осиновка, Оренбургская губерния — 1986 год) — свинарка совхоза имени Фурманова Бугурусланского района Оренбургской области. Герой Социалистического Труда (1971).

## Биография
Родилась в 1924 году в крестьянской семье в деревне Осиновка Оренбургской губернии (сегодня — Асекеевский район Оренбургской области). Получила начальное образование. С 1940 года работала разнорабочей, трактористкой, комбайнёром, на животноводческой ферме в колхозе родного села. С 1955 года — свинарка совхоза имени Фурманова Бугурусланского района.
Ежегодно перевыполняла план по выращиванию поросят. За годы восьмой пятилетки (1966—1970) добилась самого высокого показателя в Оренбургской области, вырастив около трёх тысяч поросят со средним весом 18 килограмм каждый. Указом Президиума Верховного Совета СССР от 8 апреля 1971 года за выдающиеся успехи, достигнутые в развитии сельскохозяйственного производства и выполнении пятилетнего плана по продаже государству продуктов земледелия и животноводства удостоена звания Героя Социалистического Труда с вручением ордена Ленина и золотой медали «Серп и Молот».
Скончалась в 1986 году.

## Награды
- Орден Ленина — дважды (1966; 08.04.1971)